# Roman Tkaczuk
Roman Denisowicz Tkaczuk, ros. Роман Денисович Ткачук (ur. 31 sierpnia 1932 w Swierdłowsku, zm. 10 stycznia 1994 w Moskwie) – radziecki aktor teatralny i filmowy.

## Życiorys
Urodził się 31 sierpnia 1932 roku w Swierdłowsku (obecnie Jekaterynburg) w ZSRR.
Jest absolwentem instytutu dla reżyserów filmowych imienia Aleksandra Ostrowskiego w Taszkencie w 1955 roku.
Zmarł 10 stycznia 1994 roku w Moskwie w wieku 61 lat. Pochowany na Cmentarzu Dołgoprudnieńskim w mieście Dołgoprudnyj w obwodzie moskiewskim.

## Filmografia
- 1977: Chipollino jako Mastino
- 1975: Tego nie przerabialiśmy jako ojciec Mitii
- 1971: Bumbarasz jako komisarz Zapłatin
- 1968: Przeciw Wranglowi jako oficer Białej Gwardii

i inne